# Ordishia fafner
Ordishia fafner là một loài bướm đêm thuộc phân họ Arctiinae, họ Erebidae.